# Acnephalum futile
Acnephalum futile là một loài ruồi trong họ Asilidae. Acnephalum futile được Wulp miêu tả năm 1899. Loài này phân bố ở vùng Cổ Bắc giới và nhiệt đới châu Phi.